# خولشوو
خولشوو (به لهستانی:  Holeszów) یک روستا در لهستان است که در گمینا خاننا واقع شده‌است.